# Granville (Virginia Occidental)
Granville es un pueblo ubicado en el condado de Monongalia en el estado estadounidense de Virginia Occidental. En el Censo de 2010 tenía una población de 781 habitantes y una densidad poblacional de 232,32 personas por km².

## Geografía
Granville se encuentra ubicado en las coordenadas 39°38′53″N 80°0′6″O / 39.64806, -80.00167. Según la Oficina del Censo de los Estados Unidos, Granville tiene una superficie total de 3.36 km², de la cual 3.36 km² corresponden a tierra firme y (0.08%) 0 km² es agua.

## Demografía
Según el censo de 2010, había 781 personas residiendo en Granville. La densidad de población era de 232,32 hab./km². De los 781 habitantes, Granville estaba compuesto por el 95.26% blancos, el 1.92% eran afroamericanos, el 0% eran amerindios, el 0.13% eran asiáticos, el 0% eran isleños del Pacífico, el 0% eran de otras razas y el 2.69% pertenecían a dos o más razas. Del total de la población el 1.28% eran hispanos o latinos de cualquier raza.